# Glennhuntia
Glennhuntia is een geslacht van hooiwagens uit de familie Phalangodidae.
De wetenschappelijke naam Glennhuntia is voor het eerst geldig gepubliceerd door Shear in 2001. 

## Soorten
Glennhuntia is monotypisch en omvat slechts de volgende soort:
- Glennhuntia glennhunti